# Adrià Carmona
Adrià Carmona Pérez (Igualada, 8 febbraio 1992) è un ex calciatore spagnolo, di ruolo centrocampista.

## Carriera

### Club
Ha giocato nella prima divisione dei campionati spagnolo ed indiano, e nella seconda divisione spagnola.

### Nazionale
Ha giocato nella nazionale spagnola Under-17.

## Statistiche

### Presenze e reti nei club
| Stagione        | Squadra         | Campionato      | Campionato | Campionato | Coppe nazionali | Coppe nazionali | Coppe nazionali | Coppe continentali | Coppe continentali | Coppe continentali | Altre coppe | Altre coppe | Altre coppe | Totale | Totale |
| Stagione        | Squadra         | Comp            | Pres       | Reti       | Comp            | Pres            | Reti            | Comp               | Pres               | Reti               | Comp        | Pres        | Reti        | Pres   | Reti   |
| --------------- | --------------- | --------------- | ---------- | ---------- | --------------- | --------------- | --------------- | ------------------ | ------------------ | ------------------ | ----------- | ----------- | ----------- | ------ | ------ |
| 2011-2012       | Milan           | A               | 0          | 0          | CI              | 0               | 0               | UCL                | 0                  | 0                  | SI          | 0           | 0           | 0      | 0      |
| 2012-gen. 2013  | Milan           | A               | 0          | 0          | CI              | 0               | 0               | UCL                | 0                  | 0                  |             | -           | -           | 0      | 0      |
| Totale Milan    | Totale Milan    | Totale Milan    | 0          | 0          |                 | 0               | 0               |                    | 0                  | 0                  |             | 0           | 0           | 0      | 0      |
| gen.-giu. 2013  | Real Saragozza  | PD              | 3          | 0          | CR              | 0               | 0               |                    | -                  | -                  |             | -           | -           | 3      | 0      |
| 2013-2014       | Girona          | SD              | 18         | 0          | CR              | 2               | 0               |                    | -                  | -                  |             | -           | -           | 20     | 0      |
| 2014-2015       | Espanyol B      | SDB             | 28         | 7          |                 | -               | -               |                    | -                  | -                  |             | -           | -           | 28     | 7      |
| 2015-2016       | Albacete        | SD              | 22         | 1          | CR              | 0               | 0               |                    | -                  | -                  |             | -           | -           | 22     | 1      |
| 2016-2017       | Lugo            | SD              | 3          | 0          | CR              | 0               | 0               |                    | -                  | -                  |             | -           | -           | 3      | 0      |
| 2017-2018       | Lugo            | SD              | 1          | 0          | CR              | 0               | 0               |                    | -                  | -                  |             | -           | -           | 1      | 0      |
| Totale Lugo     | Totale Lugo     | Totale Lugo     | 4          | 0          |                 | 0               | 0               |                    | -                  | -                  |             | -           | -           | 4      | 0      |
| 2018-2019       | Delhi Dynamos   | ISL             | 12         | 1          |                 | -               | -               |                    | -                  | -                  |             | -           | -           | 12     | 1      |
| 2020-2021       | L'Hospitalet    | SDB             | 17         | 1          | CR              | 1               | 1               |                    | -                  | -                  |             | -           | -           | 18     | 2      |
| Totale carriera | Totale carriera | Totale carriera | 104        | 10         |                 | 3               | 1               |                    | 0                  | 0                  |             | 0           | 0           | 107    | 11     |